# Alexandre Hardy
Alexandre Hardy (Parigi, 1570 – Parigi, 1632) è stato un drammaturgo francese.

## Biografia
Alexandre Hardy dopo che il suo intenso percorso di studi lo trasformò in un erudita, all'età di vent'anni intraprese la professione di attore, avendo sempre cullato la passione per il teatro.
Dopo l'incontro con la compagnia teatrale di Valleran le Conte, denominata "Comédiens du Roi, ci fu una profonda svolta nella carriera di Hardy, che non solamente assunse il ruolo di poeta durante le recite, ma incominciò a sviluppare e ad introdurre innovazioni nelle rappresentazioni teatrali.
Con Valleran Lecomte girò in lungo ed in largo la Francia, ed inizialmente riscosse un grande successo lontano da Parigi, a causa dello scarso richiamo che in quel periodo suscitava il genere teatrale nella capitale transalpina.
Quando ritentò la fortuna a Parigi, nel 1622, i nuovi generi, quali la commedia, la tragedia e la tragicommedia si stavano imponendo prepotentemente e Hardy ebbe l'intuizione di voler istituire nella capitale un'attività teatrale di rilevanza nazionale. Ci riuscì grazie alle numerose rappresentazioni all'Hôtel de Bourgogne, dove lavorò allestendo gran parte dei suoi lavori, e negli ultimi cinque anni di carriera al Théâtre du Marais. 
Fu autore prolifico e ammirato del suo tempo, e fu largamente rappresentato in patria, soprattutto all'Hôtel de Bourgogne.
Hardy scrisse molte opere riadattate da lavori di autori classici, quali Ovidio, Luciano, Plutarco, Miguel de Cervantes, Jorge de Montemayor, Boccaccio.
Morì di peste nel 1632. 
Grazie alla sua opera di semplificazione delle opere drammatiche permise la popolarizzazione della tragicommedia e della pastorale e modificò il modello classico di tragedia mantenendone i cinque atti ma limitando i monologhi a favore dell'azione scenica, che ne risultò meno statica e, dunque, più vivace.

## Opere
L'elenco delle opere è parziale:
- Dodici tragedie:
  - Didon se sacrifiant
  - Scédase ou l'Hospitalité violée, tratto da Plutarco
  - Panthée
  - Méléagre
  - La Mort d'Achille
  - Coriolan
  - Mariamne
  - La Mort de Daire
  - La Mort d'Alexandre
  - Timoclée ou la Juste Vengeance
  - Lucrèce, tratto da Lope de Vega
  - Alcméon ou la Vengeance féminine

- Quattro pièces riconosciute come tragedie o tragicommedie:
  - Procris ou la Jalousie infortunée
  - Alceste ou la Fidélité
  - Ariadne ravie
  - Aristoclée

- Dieci tragicommedie:
  - Arsacome
  - Dorise
  - Frégonde
  - Elmire ou l'Heureuse Bigamie
  - Gésippe, tratto da Boccaccio
  - Phraarte, tratto da Giambattista Giraldi Cinzio
  - Cornélie
  - La Force du sang, tratto da Miguel de Cervantes
  - Félismène, di fonte spagnola
  - La Belle Égyptienne, di fonte spagnola

- Tre poemi drammatici: 
  - Les Chastes et loyales amours de Théagène et Chariclée, tratto da Le Etiopiche di Eliodoro di Emesa
  - Le Ravissement de Proserpine par Pluton
  - La Gigantomachie

- Cinque pastorali: 
  - Alphée, ou la justice d'amour
  - Alcée
  - Corinne
  - Le Triomphe d'Amour
  - L'Amour victorieux ou vengé